# Premijer Liga
Die Premijer Liga, die einem Sponsorenvertrag zufolge auch Wwin Liga Bosne i Hercegovine genannt wird, ist die höchste Spielklasse im Vereinsfußball von Bosnien und Herzegowina. Den Landesmeister und zwei direkte Absteiger spielen insgesamt 12 Vereine untereinander aus. Die Meister der beiden parallelen zweithöchsten Spielklassen, der Ersten Liga der Föderation Bosnien und Herzegowina (Prva Liga FBiH) und der Ersten Liga der Republika Srpska (Prva Liga Republike Srpske), steigen in die Premijer Liga auf.

## Geschichte

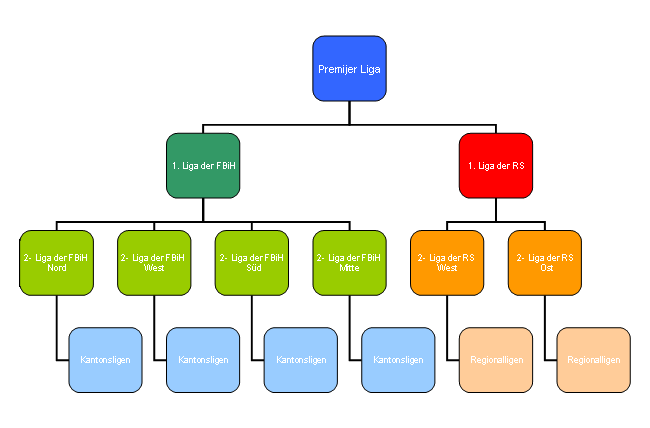
Ligeneinteilung in Bosnien und Herzegowina

Entwicklung der Ersten Ligen in Bosnien und Herzegowina nach der Unabhängigkeit

Noch während des Bürgerkrieges in Bosnien und Herzegowina wurde die erste offizielle Fußball-Meisterschaft 1994 ausgetragen. Unter schwierigen Verhältnissen und dauernden Spielabbrüchen schaffte man es doch die Meisterschaft, bei welcher nur Bosniaken teilnahmen, zu Ende zu spielen. Erster offizieller Meister der damals unter dem Namen Prva Liga Bosne i Hercegovine (Erste Liga von Bosnien und Herzegowina) wurde der NK Čelik Zenica.

### Gemeinsame Liga
2000/01 beschlossen der NFSBIH und der bosnisch-kroatische Verband die Ligen zusammenzuführen und eine gemeinsame Meisterschaft zu spielen, nachdem ein Jahr zuvor die vier besten Mannschaften der noch bis dato eigenständige Ligen ein Playoff um die Meisterschaft Bosnien-Herzegowinas ausspielten. Der Name, der noch bis heute besteht, wurde in Premijer Liga BiH geändert. Erster Meister der neuen Premijer Liga wurde der FK Željezničar Sarajevo.
Kurz nach dem ersten Zusammenschluss beschloss man in der Saison 2002/03 auch gemeinsam mit bosnisch-serbischen Vereinen die erste gemeinsame Meisterschaft auszutragen. Die Meisterschaft wird seither mit sechzehn Mannschaften ausgetragen. Im Jahr 2012 beschloss der NFSBIH eine Ligareform, die besagt, dass die Premijer Liga bis 2015 auf zwölf Mannschaften reduziert wird.

### Liga 12 (2016–aktuell)
Im April hat der Fußballverband von Bosnien und Herzegowina beschlossen, dass ab der Saison 2016/2017 die Premier League von Bosnien und Herzegowina aus 12 Vereinen bestehen soll. Es sollen 22 reguläre Spielrunden(tage) bestritten. Anschließend wird die Liga dann in eine „Liga für Meister“ und eine „Liga für den Klassenerhalt“ mit weiteren 10 Spielrunden ausgespielt werden. Von den 58 Delegierten waren 56 dafür, zwei enthielten sich. Dieses Wettbewerbsformat wurde auch für die Saison 2017/18 verwendet. Ab der Saison 2018/19 wurde das Format erneut auf das Drei-Kreis-System nach Inspiration auf die Berger Tabelle geändert.

### Liga 10
Im Mai 2024 hat der Fußballverband beschlossen, dass ab der Saison 2025/2026 die Premier League 10 Mannschaften bzw. Vereine umfassen soll. Die Saison soll im Vier-Runden-System ausgetragen werden. Der Vorschlag wurde von den Delegierten einstimmig angenommen.

## Modus
Der Sieger der Liga ist Meister qualifiziert sich für die 1. Qualifikationsrunde zur UEFA Champions League. Die Plätze 2 und 3 starten in der 1. Qualifikationsrunde zur UEFA Europa Conference League, während der Pokalsieger dort bereits für die 2. Qualifikationsrunde qualifiziert ist. Wurde der Pokalsieger auch Meister, geht die Qualifikation für die 2. Qualifikations-Runde an den Vizemeister und die Plätze 3 und 4 starten in der 1. Qualifikationsrunde zur UEFA Europa Conference League. Dort startet der Viertplatzierte auch dann, wenn der Pokalsieger in der Liga die Plätze 2 oder 3 belegt hat.
Die letzten beiden der Liga steigen ab.

## Vereine
| Verein                  | Stadt         | Stadion                      | Kapazität |
| ----------------------- | ------------- | ---------------------------- | --------- |
| FK Sarajevo             | Sarajevo      | Stadion Asim Ferhatović Hase | 35.1300   |
| HŠK Zrinjski Mostar     | Mostar        | Bijeli-Brijeg-Stadion        | 25.0000   |
| FK Željezničar Sarajevo | Sarajevo      | Stadion Grbavica             | 16.1000   |
| FK Borac Banja Luka     | Banja Luka    | Banja-Luka-Stadion           | 9.730     |
| HSK Posušje             | Posušje       | Mokri Dolac Stadion          | 8.000     |
| NK Široki Brijeg        | Široki Brijeg | Pecara-Stadion               | 7.000     |
| FK Velež Mostar         | Mostar        | Stadion Rođeni               | 7.000     |
| FK Radnik Bijeljina     | Bijeljina     | Gradski stadion Bijeljina    | 6.000     |
| FK Rudar Prijedor       | Prijedor      | Gradski Stadion Prijedor     | 2.500     |
| FK Sloga Doboj          | Doboj         | Stadion Luke                 | 2.000     |

## Bisherige Meister
Die Bosnisch-Herzegowinische Fußballmeisterschaft wird seit 1994 ausgetragen. Zuvor spielten die Mannschaften aus Bosnien und Herzegowina in der Liga von Jugoslawien mit. Nur zwei Mannschaften schafften es dort Meister zu werden: der FK Sarajevo 1966/67 und 1984/85 sowie der Stadtrivale FK Željezničar Sarajevo 1972/73.
Noch während des Bosnienkrieges wurde 1994/95 die erste offizielle Bosnisch-herzegowinische Meisterschaft ausgespielt, damals nur mit Bosniakischen Mannschaften. Der erste Meister hieß NK Čelik Zenica.
Rekordmeister ist der HŠK Zrinjski Mostar mit 7 Titeln. 2000 holte NK Brotnjo Čitluk als erste nicht Bosniakische Mannschaft die Meisterschaft. Der erste bosnisch-serbische Meister hieß FK Leotar Trebinje, nachdem er 2003 die Premijer Liga gewann.
| Rang | Verein                  | Saison                                                  |
| ---- | ----------------------- | ------------------------------------------------------- |
| 1    | HŠK Zrinjski Mostar     | 2005, 2009, 2014, 2016, 2017, 2018, 2022, 2023, 2024/25 |
| 2    | FK Željezničar Sarajevo | 1998, 2001, 2002, 2010, 2012, 2013                      |
| 3    | FK Sarajevo             | 1999, 2007, 2015, 2019, 2020                            |
| 4    | NK Čelik Zenica         | 1995, 1996, 1997                                        |
|      | FK Borac Banja Luka     | 2011, 2021, 2023/24                                     |
| 6    | NK Široki Brijeg        | 2004, 2006                                              |
| 7    | FK Modriča Maxima       | 2008                                                    |
|      | FK Leotar Trebinje      | 2003                                                    |
|      | NK Brotnjo Čitluk       | 2000                                                    |

## Ewige Tabelle
In der ewigen Tabelle sind alle Meisterschaftsspiele ab der Saison 2002/03 aufgelistet, da dort erstmals auch bosnisch-serbische Vereine an der Meisterschaft teilnehmen durften und diese Saison somit die erste Spielzeit für ganz Bosnien und Herzegowina war. Auch in der Spalte Titel sind deshalb nur die Meisterschaften seit 2002 angegeben.
FK Sarajevo führt die Tabelle knapp vor dem Rekordmeister FK Željezničar Sarajevo an.
Farblich hinterlegte Vereine spielen in der Saison 2022/23 in der Premijer Liga.
| Pl.                       | Verein                  | Jahre | Sp. | S   | U   | N   | T+   | T-  | Diff. | Punkte | Ø-Pkt. | Titel |
| ------------------------- | ----------------------- | ----- | --- | --- | --- | --- | ---- | --- | ----- | ------ | ------ | ----- |
| 1.                        | HŠK Zrinjski Mostar 1   | 21    | 646 | 358 | 116 | 172 | 1039 | 635 | +404  | 1189   | 1,84   | 8     |
| 2.                        | FK Sarajevo             | 21    | 646 | 344 | 140 | 162 | 1003 | 587 | +416  | 1172   | 1,81   | 5     |
| 3.                        | FK Željezničar Sarajevo | 21    | 646 | 332 | 160 | 154 | 1041 | 575 | +466  | 1156   | 1,79   | 6     |
| 4.                        | NK Široki Brijeg        | 21    | 646 | 312 | 159 | 175 | 976  | 623 | +353  | 1095   | 1,7    | 2     |
| 5.                        | FK Borac Banja Luka 2   | 17    | 521 | 244 | 96  | 181 | 661  | 540 | +121  | 827    | 1,59   | 2     |
| 6.                        | FK Sloboda Tuzla        | 19    | 586 | 216 | 127 | 243 | 622  | 672 | −50   | 775    | 1,32   | –     |
| 7.                        | NK Čelik Zenica         | 18    | 547 | 194 | 138 | 215 | 608  | 646 | −38   | 720    | 1,32   | 3     |
| 8.                        | FK Velež Mostar         | 15    | 459 | 166 | 103 | 190 | 542  | 575 | −33   | 601    | 1,31   | –     |
| 9.                        | FK Leotar Trebinje      | 14    | 434 | 167 | 65  | 202 | 504  | 617 | −113  | 566    | 1,3    | 1     |
| 10.                       | FK Slavija Sarajevo 3   | 12    | 360 | 137 | 65  | 158 | 415  | 493 | −78   | 473    | 1,31   | –     |
| 11.                       | NK Travnik              | 12    | 360 | 122 | 64  | 174 | 422  | 538 | −116  | 430    | 1,19   | –     |
| Stand: Saisonende 2022/23 |                         |       |     |     |     |     |      |     |       |        |        |       |

## UEFA-Fünfjahreswertung
Platzierung in der UEFA-Fünfjahreswertung:
(in Klammern die Vorjahresplatzierung). Die Kürzel CL, EL und CO hinter den Länderkoeffizienten geben die Anzahl der Vertreter in der Saison 2026/27 der Champions League, der Europa League sowie der Conference League an.
- 32.  (31)  Moldau (Liga, Pokal) – Koeffizient: 14.500 – CL: 1, EL: 1, CO: 2
- 33.  (41)  Island (Liga, Pokal) – Koeffizient: 13.520 – CL: 1, EL: 1, CO: 2
- 34.  (39)  Bosnien und Herzegowina (Liga, Pokal) – Koeffizient: 13.031 – CL: 1, EL: 0, CO: 3
- 35.  (36)  Armenien (Liga, Pokal) – Koeffizient: 12.250 – CL: 1, EL: 0, CO: 3
- 36.  (37)  Lettland (Liga, Pokal) – Koeffizient: 12.205 – CL: 1, EL: 0, CO: 3

Stand: Ende der Europapokalsaison 2024/25
Die Liga wird auf Platz 40 von 54 in der UEFA-Fünfjahreswertung 2014 gelistet. Somit ist einzig der Landesmeister in der 1. Qualifikationsrunde der Champions League gesetzt. Der Pokalsieger, der Vizemeister und der Tabellendritte starten in der 1. Qualifikationsrunde zur Europa Conference League.